# Cajón Verde
Cajón Verde är en ort i Mexiko.   Den ligger i kommunen Rosario och delstaten Sinaloa, i den centrala delen av landet, 800 km nordväst om huvudstaden Mexico City. Cajón Verde ligger 43 meter över havet och antalet invånare är 447.
Terrängen runt Cajón Verde är platt åt sydväst, men åt nordost är den kuperad. Runt Cajón Verde är det ganska glesbefolkat, med 40 invånare per kvadratkilometer. Närmaste större samhälle är Escuinapa de Hidalgo, 12,3 km sydost om Cajón Verde. Omgivningarna runt Cajón Verde är en mosaik av jordbruksmark och naturlig växtlighet.